# Avalanch
Avalanch – zespół muzyczny z Hiszpanii grający heavy metal, założony w 1988.

## Dyskografia
- Ready to the Glory (1993)
- La llama eterna (1997)
- Eternal Flame (1998)
- Llanto de un héroe (1999)
- Dias de gloria (2000, album koncertowy)
- Save me (2000, singel)
- El Ángel Caído (2001)
- Delirios de grandeza (2001, singel)
- Los poetas Han Muerto (2003, singel)
- Los Poetas Han Muerto (2003)
- Las Ruinas del Eden (2004, kompilacja)
- Mother Earth (2005)
- Cien Veces (2005, DVD)
- El Hijo Pródigo (2005)
- Un paso más (Grandes Éxitos) (2005, kompilacja)
- Lagrimas Negras (2006)
- Muerte y Vida (2007)
- Caminar Sobre El Agua (2008, album koncertowy)
- Avalanch – Colección (2009, BOX)
- El Ladrón de Sueños (2010)
- Malefic Time Apocalypse (2011)